# Shachia circumscripta
Shachia circumscripta är en fjärilsart som beskrevs av Butler 1885. Shachia circumscripta ingår i släktet Shachia och familjen tandspinnare. Inga underarter finns listade i Catalogue of Life.